# Azzate
Azzate är en ort och kommun i provinsen Varese i regionen Lombardiet i Italien. Kommunen hade 4 686 invånare (2018).